# Gymnodoris striata
Gymnodoris striata is een slakkensoort uit de familie van de Polyceridae. De wetenschappelijke naam van de soort is voor het eerst geldig gepubliceerd in 1908 door Eliot.